# 41e régiment de transmissions
 (mai 2023).
Si vous disposez d'ouvrages ou d'articles de référence ou si vous connaissez des sites web de qualité traitant du thème abordé ici, merci de compléter l'article en donnant les références utiles à sa vérifiabilité et en les liant à la section « Notes et références ».
Le 41e régiment de transmissions est une unité de l'armée de terre française.

## Historique
Le 41e régiment de transmissions est issu du 41e bataillon du génie, créé en 1920 à Rabat au Maroc, à partir d'éléments du 8e bataillon du génie.
Les quatre compagnies du 41e bataillon du génie étaient cantonnées dans les villes du Maroc de Casablanca, Fès, Marrakech et Meknès, tandis que l’état-major résidait à Rabat. En 1942, est décidée la création d'une arme des transmissions. Ces compagnies ne relèvent plus alors de l'arme du génie, et deviennent des compagnies de transmissions. Les transmetteurs ne portent plus la soutache en velours noir et galon rouge du génie mais une soutache noire et galon bleu de la nouvelle arme de la télégraphie militaire.
Les compagnies ont servi auprès de divisions marocaines ou blindées célèbres et ont fini pour certaines la Libération en Allemagne ou en Autriche. Le 41e bataillon de transmissions participe aux opérations en Tunisie 1942-1943, en Italie 1943-1944, en France en 1944-1945 et en Allemagne en 1945. 
Il est transformé en 1946 en régiment et reçoit des mains du général Lucien Merlin son drapeau.
Il participe à hauteur d'une compagnie aux combats en Indochine, en même temps qu'une sédition voit le jour au Maroc. Le 41e régiment de transmissions qui obtint l’inscription « Indochine » au motif d’avoir formé le personnel des transmissions de la guerre d'Indochine. 
Avec l'indépendance du Maroc, il est dissous et son drapeau est remis à l’École des transmissions d'Agen.
En 1966, il est recréé et pallie grâce à sa dotation en équipements de pointe, les carences et le manque de fiabilité des PTT apparus à la suite des évènements de mai 68. Il participe aux opérations au Liban. Il tient garnison au quartier Tilly d’Évreux de 1966 à 1979. À cette époque, une réorganisation des armées l'oblige à se déplacer vers Senlis. Il participe à la guerre du Golfe ; aux opérations en Bosnie-Herzégovine sous l'égide de l'ONU, de l'OTAN puis de l'Union européenne ; au Cambodge (APRONUC) et à de nombreuses missions en Afrique surtout des missions de raccordement du REPFRANCE. Il a participé également dès décembre 2001 aux Forces françaises en Afghanistan, à l'opération EUFOR RD Congo, en République démocratique du Congo en 2006 et à l'opération EUFOR Tchad/RCA en 2007 et 2008. 
Depuis 1990, la devise du régiment est : « Par delà les terres et l'océan ».[réf. nécessaire]
Le 41e régiment de transmissions était le seul régiment de transmissions de l'armée de terre à être sous commandement direct du chef d'état-major des armées.
De plus, depuis le 3 septembre 2001, il est devenu un organisme à vocation inter-armées (terre) en accueillant de nombreux marins et aviateurs.
Implanté à Senlis, il mettait en œuvre des systèmes de communications (téléphonie et télégraphie) grâce à des supports légers (hertziens de type TFH), (satellitaires Inmarsat ou Syracuse) et radio classique (CARTHAGE F3 et F4) et des moyens de commutation (speedmux et mégaplex ; ARISTOTE). Il servait également les états-majors avec le déploiement du système d'information de commandement des armées (SICA).
Le 4 juin 2009, s'est tenue la cérémonie de dissolution du 41e régiment de transmissions, sous la présidence du général de corps d'armée Jean-Loup Chinouilh, commandant la région terre Nord-Est (RTNE) et les forces françaises et éléments civils stationnés en Allemagne (FFECSA). Le drapeau du régiment est déposé au château de Vincennes, entre celui du 38e régiment de transmissions et celui du 45e régiment de transmissions. Ses missions ont été reprises par les régiments composant la brigade de transmissions et d'appui au commandement. Son personnel a été muté au 1er août 2009. Son patrimoine a été remis à l'École des transmissions .
Le 41e régiment de transmissions est recréé le 1er juillet 2010 à Douai (Nord) en lieu et place du 6e régiment de commandement et de soutien, au sein du quartier Corbineau. Il fait partie de la brigade d'appui numérique et du cyber. 
Le régiment est jumelé avec la ville de Hulluch qui se situe dans le Pas-de-Calais.

## Mascotte
La mascotte du 41e régiment de transmissions est un bouc. Depuis le 8 février 2023 et jusqu'à sa mort en décembre 2024, le bouc Mansour, deuxième du nom, était la mascotte des transmetteurs douaisiens.

## Chefs de corps
41e bataillon du génie au Maroc

1920-1924 : COL APPIANO

1924-1925 : LCL TORQUEBIAUX

1925-1927 : COL APPIANO

1927-1931 : CBA DUNOURGEAL

1931-1937 : LCL Auguste-Martin Desneux

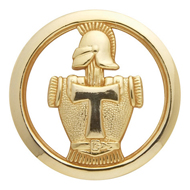
Insigne de béret des transmissions

1937-1939 : LCL Lucien Merlin (**)

1939-1940 : CBA MIARD

1940-1941 : COL Lucien Merlin (**)

1941 : CBA MIARD
41e bataillon de transmissions au Maroc :
- 1942 : CBA MIARD
- 1942-1945 : CBA MELIN
- 1945-1946 : LCL PAPIN
- 1946 : LCL REBILLE (*)

41e régiment de transmissions au Maroc :
- 1946-1948 : LCL REBILLE(*)
- 1948-1949 : LCL BOUCLEY
- 1949-1952 : LCL GRINSARD
- 1952-1954 : COL DURIF
- 1954-1956 : LCL ROUX
- 1956-1958 : LCL BOSVIEL

41e régiment de transmissions à Évreux :
- 1966-1968 : LCL GUIVARCH
- 1968-1970 : COL ALEXANDRE
- 1970-1971 : COL d'ANSELME
- 1971-1973 : COL GUILINI
- 1973-1975 : LCL ANTINES
- 1975-1977 : LCL GOURDON
- 1977-1979 : LCL GIRAULT

41e régiment de transmissions à Senlis :
- 1979-1981 : LCL FRAMBOURT
- 1981-1983 : LCL LAROCHE
- 1983-1985 : LCL BERTRAND
- 1985-1987 : COL ARNOLD
- 1987-1989 : LCL RIBADEAU-DUMAS
- 1989-1991 : COL PAOLI
- 1991-1993 : COL PUIGBO
- 1993-1995 : COL GUERLAVAIS
- 1995-1997 : COL SPIESER
- 1997-1999 : COL MARTINEAU
- 1999-2001 : COL BOISSAN
- 2001-2003 : COL TEXERAUD
- 2003-2005 : COL COLLIARD
- 2005-2007 : COL CHALADEY
- 2007-2009 : COL SERRA[4]

41e régiment de transmissions à Douai :
- 2010-2011 : COL EYHARTS
- 2011-2013 : COL ACHIARY
- 2013-2015 : COL BAJON
- 2015-2018 : COL CLEMENT
- 2018-2020 : COL HOEZ
- 2020-2022 : LCL/COL VASSEUR
- 2022-2024 : COL COTTENCEAU
- 2024 : COL MAIRE

## Drapeau
Il porte, cousues en lettres d'or dans ses plis, les inscriptions suivantes :
- Tunisie 1942-1943
- Italie 1943-1944
- Allemagne 1945
- Indochine 1945-1954

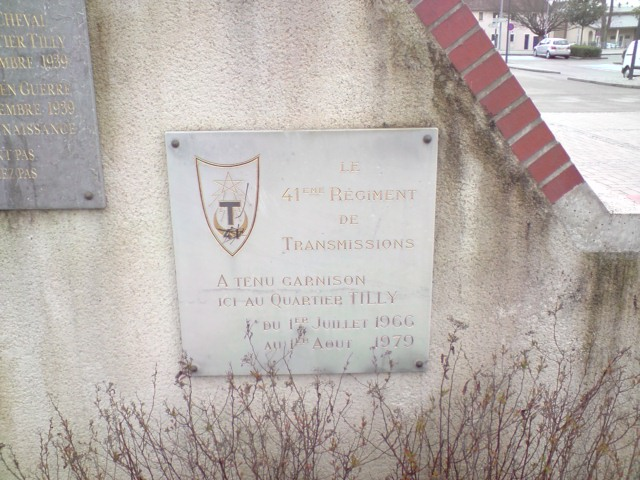
Plaque commémorative du 41e régiment de transmissions. A tenu garnison ici au quartier Tilly (Evreux). du 1er juillet 1966 au 1er août 1979.
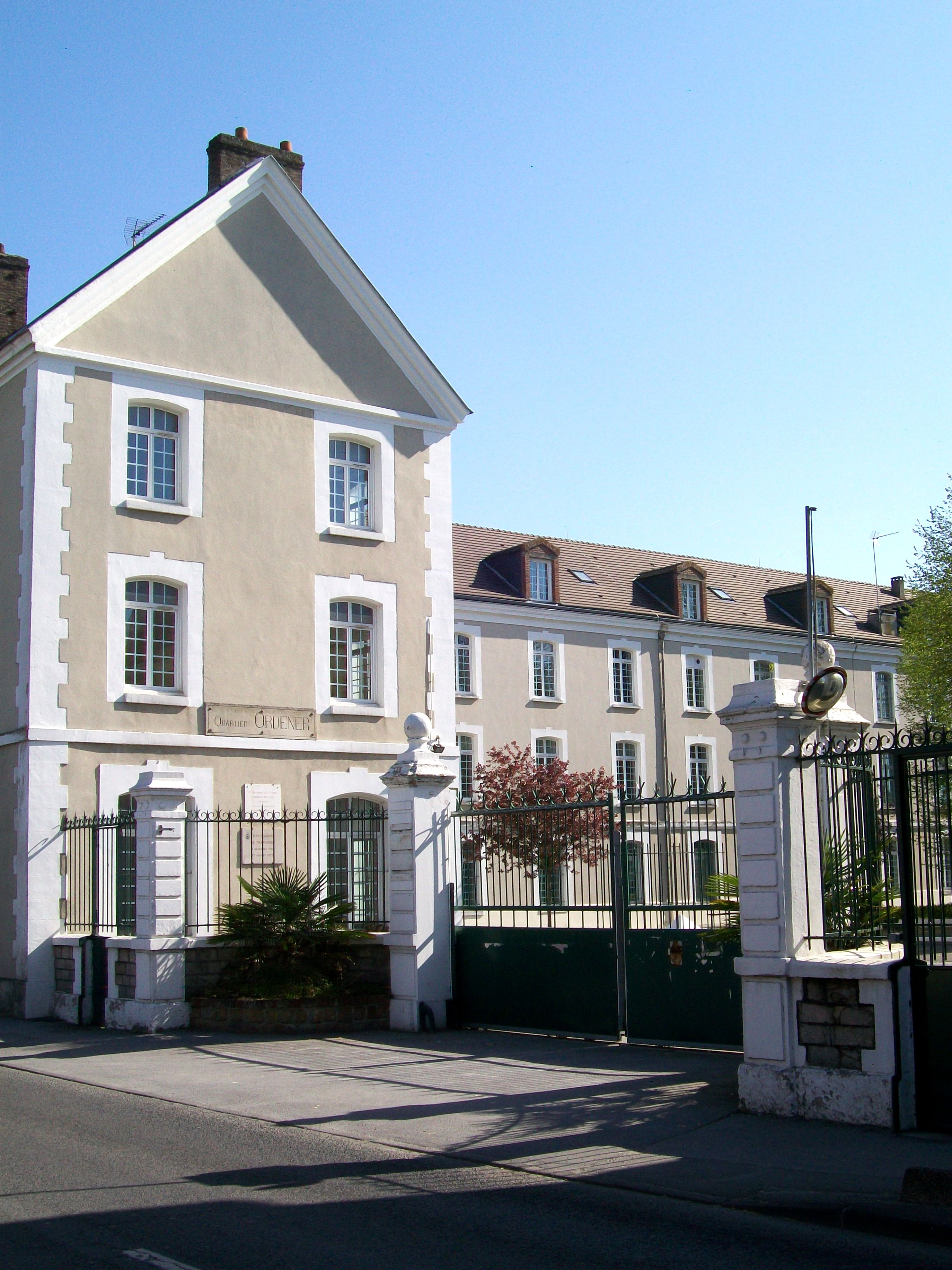
L'entrée de l'ancienne caserne « quartier Ordener » datant de 1873/76, à Senlis (Oise), désaffectée depuis le 4 juin 2009 avec le départ du 41e RT.
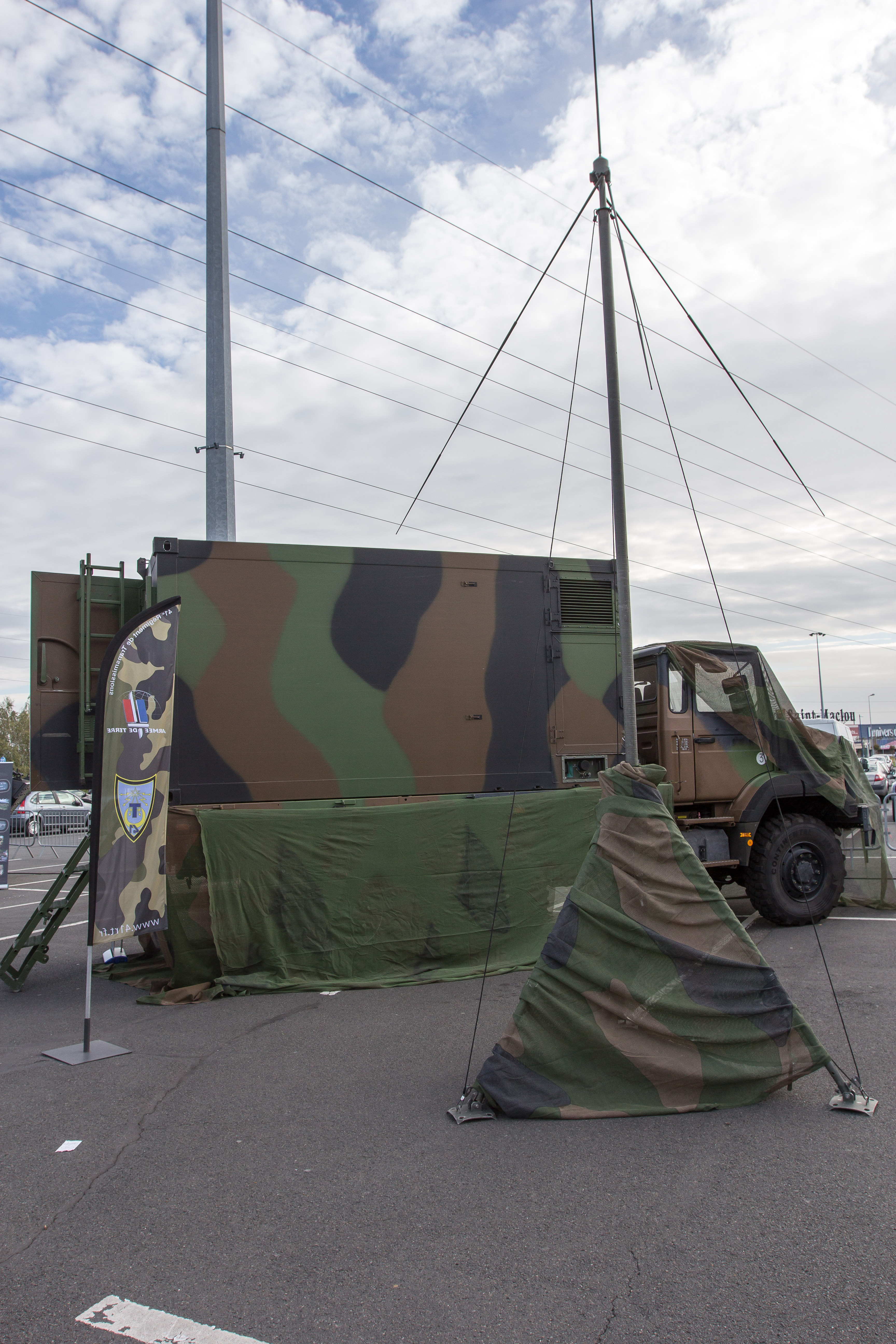
Véhicule de transmissions radio en exposition en octobre 2014.